# Papiro Boulaq 18
El Papiro Boulaq 18 es un documento escrito en hierático durante la dinastía XIII que se conserva en dos fragmentos en el museo de El Cairo con la referencia CG 58069. 

## Historia
El papiro fue hallado en 1860 por Auguste Mariette, en la tumba del escriba Neferhotep, en Dra Abu el-Naga. Mariette lo publicó en facsímil, y más tarde A. Scharff publicó su transcripción.
No es seguro que ambos fragmentos se refieran al mismo reinado ni que estén escritos por el mismo escriba, pero en ambos se menciona a Anju y en el segundo firma Neferhotep. Quirke opina que el otro también lo escribió Neferhotep, pero que entonces lo hizo bajo las órdenes de un superior, y data el documento en el reinado de Sejemra Jutauy Amenemhat Sebekhotep, Sebekhotep II.

## Contenido
El papiro recoge los gastos de una visita de Sobekhotep a Tebas para revisar las obras del templo de Montu en Medamud. y los actos que se sucedieron: una fiesta del dios Montu y una procesión en la que se trasladó la estatua de Montu al palacio real durante la estancia allí del faraón.
El papiro grande
El gran papiro contiene varias listas que se encuentran ordenadas por fecha. La que aparece en la corte real, de entradas y salidas de alimentos. Se puede encontrar una larga lista de funcionarios presentes en la corte y las notas relacionadas, y lo que recibieron cada uno para la comida. Además, sucesos de interés histórico, como la llegada de los nubios o la salida del rey al templo de Medamud. También son importantes las largas listas de funcionarios que nos permiten una visión única de la composición de la corte real. Aunque la familia del gobernante aparece en las listas, no están en la lista como receptores de los alimentos. El papiro se conserva sólo en parte. Especialmente el nombre del rey está mal conservado, por lo que hay discusiones sobre la fecha de este documento. Los restos conservados de un cartucho real pueden reconstruirse como Sobekhotep II.
El papiro pequeño
El fragmento más pequeño tiene un contenido similar, enumera las entregas a palacio de productos de panadería y cervecería.

## Innovaciones
El papiro Boulaq 18 presenta una novedad en el cálculo aritmético, un símbolo para el cero: el escriba utiliza el signo correspondiente a nfr para referirse al resto cero de la operación de sustracción.

### Citas
1. ↑  Quirke, op. cit. pág. 22.
2. ↑  Lumpkin, op. cit. pp. 22-25